# Špehari
Špehari is een plaats in de gemeente Bosiljevo in de Kroatische provincie Karlovac. De plaats telt 6 inwoners (2001).